# بنجامين كوندراتييف
بنجامين كوندراتييف (بالإنجليزية: Veniamin Kondratyev)‏ (و. 1970  م) هو سياسي من الاتحاد السوفيتي، وروسيا، ولد في بروكوبيفسك، هو عضوٌ في روسيا الموحدة.

## مناصب
تولى منصب Governor of Krasnodar Krai ‏.

## التعليم
تعلم في Kuban State University ‏.

## جوائز
حصل على جوائز منها:
- وسام ألكسندر نيفسكي.